# Angelo Lo Jacono
Angelo Lo Jacono (Paternò, 1838 - Paternò, 29 de diciembre de 1898) fue un escritor y periodista italiano.

## Biografía
Estudió en el seminario de Catania, pero se dedicó más tarde a la literatura. 
De vuelta a su ciudad natal, ejerció la abogacía y escribió ensayo, cuento y poesía y tradujo al italiano las Geórgicas de Virgilio. 
Colaboró en la revista agraria L'agricoltore calabro-siculo.

## Publicaciones
- Miscellanea Letteraria - Catania , Tipografia dell' Ateneo Siculo (1862)
- Le Georgiche di Virgilio tradotte in versi italiani - Catania (1863)
- Emmanuelide - Catania, Pastore (1879)

## Condecoraciones
- Caballero de la Orden de la Corona de Italia